# García Guerra
García Guerra, född omkring 1547, död den 22 februari 1612, var ärkebiskop av Mexiko från den 3 december 1607 och fram till sin död. Från den 19 juni 1611 var han också vicekung av Nya Spanien.